# Dircaea quadriguttata
Dircaea quadriguttata is een keversoort uit de familie zwamspartelkevers (Melandryidae). De wetenschappelijke naam van de soort werd in 1798 gepubliceerd door Gustaf von Paykull.